# Țibucanii de Jos
Țibucanii de Jos – wieś w Rumunii, w okręgu Neamț, w gminie Țibucani. W 2011 roku liczyła 413 mieszkańców.